# Americhernes levipalpus
Americhernes levipalpus es una especie de arácnido  del orden Pseudoscorpionida de la familia Chernetidae.

## Distribución geográfica
Se encuentra en Utah (Estados Unidos).